# Botmeur
Botmeur är en kommun i departementet Finistère i regionen Bretagne i västra Frankrike. Kommunen ligger i kantonen Huelgoat som tillhör arrondissementet Châteaulin. År 2022 hade Botmeur 227 invånare.

## Befolkningsutveckling
Antalet invånare i kommunen Botmeur
Referens:INSEE